# سكوت د. سامبسون
سكوت د. سامبسون هو إحاثي كندي، ولد في 22 أبريل 1961 في فانكوفر في كندا.